# Ордо-Василівська волость
Ордо-Василівська волость — адміністративно-територіальна одиниця Верхньодніпровського повіту Катеринославської губернії.
Станом на 1886 рік — складалася з 15 поселень, 17 сільських громад. Населення 2962 осіб (1553 чоловічої статі та 1409 — жіночої), 461 дворове господарство.
|                     | Площа, десятин | У тому числі орної, десятин |
| ------------------- | -------------- | --------------------------- |
| Сільських громад    | 2575           | 1249                        |
| Приватної власності | 33140          | 9162                        |
| Іншої власності     | 81             | 22                          |
| Загалом             | 35796          | 10433                       |

Найбільше поселення волості:
- Ордо-Василівка (Миколаївка) — село при річці Саксагань в 70 верстах від повітового міста, 129 осіб, 25 дворів, православна церква, школа.
- Андріївка (Будихівка, Очкалівка, Білокрисівка) — село при річці Саксагань, 505 осіб, 68 дворів, православна церква, постоялий двір.
- Дар'ївка (Морозівка) — село при річці Саксагань, 340 осіб, 47 дворів, школа, каплиця, цегельний завод.
- Сергіївка (Голіцина) — село при річці Саксагань, 808 осіб, 112 дворів, лавка.

За даними на 1908 рік загальне населення волості зросло до 16 095 осіб (7884 чоловічої статі та 8211 — жіночої), 2254 дворових господарств, кількість поселень сягнула 24:
- Мар'є-Костянтинівка — колишнє панське село, 120 осіб (88 чоловічої статі та 32 — жіночої), 19 дворових господарств.
- Мар'ївське — колишнє панське село, 232 особи (164 чоловічої статі та 68 — жіночої), 42 дворових господарств.
- Мар'є-Юхимівка — колишнє панське село, 99 осіб (46 чоловічої статі та 53 — жіночої), 15 дворових господарств.
- Морозівка — колишнє панське село, 163 осіб (120 чоловічої статі та 43 — жіночої), 25 дворових господарств.
- Бобирівка — колишнє панське село, 90 осіб (67 чоловічої статі та 23 — жіночої), 16 дворових господарств.
- Ганно-Миколаївка — колишнє панське село, 250 осіб (175 чоловічої статі та 75 — жіночої), 56 дворових господарств.
- Миколаївка — колишнє панське село, 110 осіб (79 чоловічої статі та 31 — жіночої), 18 дворових господарств.
- Покровка — колишнє панське село, 181 особа (91 чоловічої статі та 90 — жіночої), 24 дворових господарств.
- Старо-Карачунівка — колишнє панське село, 154 осіб (81 чоловічої статі та 73 — жіночої), 26 дворових господарств.
- Павлівка — колишнє панське село, 185 осіб (90 чоловічої статі та 95 — жіночої), 32 дворових господарства.
- Демурино-Варварівка — колишнє панське село, 181 особа (89 чоловічої статі та 92 — жіночої), 27 дворових господарств.
- Леопольдівка — колишнє панське село, 52 особи (21 чоловічої статі та 31 — жіночої), 6 дворових господарств.
- Прибрежна — колишнє панське село, 321 особа (169 чоловічої статі та 152 — жіночої), 49 дворових господарств.
- Веселий Кут — колишнє панське село, 64 особи (33 чоловічої статі та 31 — жіночої), 10 дворових господарств.
- Спокойствіє (разом з хуторами Кринички та Девладове) — колишнє панське село, 461 особа (246 чоловічої статі та 215 — жіночої), 66 дворових господарств.
- Єленівка — колишнє панське село, 149 особи (78 чоловічої статі та 71 — жіночої), 27 дворових господарств.